# Jaka Repič
Jaka Repič, slovenski etnolog in kulturni antropolog, univ. učitelj, * 1975, Ljubljana.
Predava na Oddelku za etnologijo Filozofske fakultete Univerze v Ljubljani.